# Народно читалище „Георги Попаянов – 1914“
Народно читалище „Георги Попаянов – 1914“ е основен културен център на Община Малко Търново.
Като културно-просветна организация със свое ръководство и устав Народно читалище „Просвета“ е създадено на 2 февруари 1914 г. Идеята за създаването му възниква по-рано, през 1871 г.
Книгите от училищната библиотека стават основа на читалищната. Имена на основателите на читалището: Димо Янков, Стоян Николов, Георги поп Добрев, Иван Воденичаров, Манол Ралев, Георги Карпузов, Илия Шентев, Стойко Станимиров, Манол Ралев, Тодорка Янкова, Милка Стойчева, Станка Берберова Дякова, Ана Минкова, Рада Бояджиева и други – все будни и отзивчиви граждани.
По това време в града все още няма местна интелигенция – чиновническите служби са заети от чужденци, които не се интересуват достатъчно от културните нужди на гражданството. Първоначално членският състав е от 40 – 60 души. Ръководството на читалището веднага го абонира с вестници и списания. То бързо става център на цялостния обществено-културен живот на града – всички събрания, годишнини, концерти, забави, театрални пиеси и др., се провеждат в него.
Архивите сочат, че на 19 декември 1914 г. читалището в Малко Търново организира първата литературно-музикална програма. За по-добра организация на самодейността се избира увеселителна комисия.
От 24 март 2022 година името на читалище „Просвета – 1914“ е сменено на „Георги Попаянов – 1914“. Това става съгласно решение на членовете на Общото събрание на читалището, което се провежда на 15 март 2022 г., в знак на преклонение пред неговото дело.
| Школа по изобразително изкуство                       |
| Арт клуб „Детско царство“                             |
| Клуб „Млад приятел на книгата“                        |
| Група за класически балет                             |
| Група за модерен балет, съвременни и характерни танци |